# Луций Атилий (квестор)
Лу́ций Ати́лий (лат. Lucius Atilius; погиб 2 августа 216 года до н. э. при Каннах, Италия, Римская республика) — римский политический деятель из плебейского рода Атилиев, квестор 216 года до н. э.

## Биография
Луций Атилий упоминается в сохранившихся источниках только в связи с событиями 216 года до н. э. Тогда он начинал свою карьеру в качестве квестора одного из консулов (либо Луция Эмилия Павла, либо Гая Теренция Варрона). Луций принял участие в битве при Каннах и погиб в схватке вместе со своим коллегой Луцием Фурием Бибакулом.